# 네오 로망스 시리즈
네오 로망스 시리즈(일본어: ネオロマンスシリーズ, Neo Romance series)는 게임회사 코에이(현 코에이 테크모 게임즈)의 게임 개발팀인 루비파티에서 개발한 여성향 연애 게임(오토메 게임)군의 약칭이다. 1994년 안젤리크 시리즈를 개발하여 게임업계 첫 〈여성향 연애 게임〉이라는 장르를 개척하였다. 담당 성우들을 모아 매년 4회 정도 라이브 이벤트를 주최하고 있으며, 2006년 2월에는 홍콩에 진출하였다.

## 시리즈
안젤리크 시리즈
네오로망스의 첫 작품. 평범한 여고생이었던 안젤리크가 우주를 관리하는 여왕의 후계자 후보가 되어 여왕을 섬기는 수호성이라는 신비한 분위기의 9 남성의 힘을 빌려 여왕을 목표로 하는 내용. 섬세한 그래픽과 로맨틱하게 속삭이는 연애 이벤트 등이 많은 여성 플레이어의 마음을 사로잡았다.
머나먼 시공 속에서 시리즈
네오로망스 두 번째 시리즈. 이계인 쿄의 용신이 무녀를 소환하여, 소환된 주인공 소녀가 원래 세계로 돌아가기 위해 팔엽이라 불리는 8명의 남성과 함께 쿄를 오니나 원령들로부터 지키는 내용. 전작과 달리 고대부터 막부 말기의 일본을 떠올리게 하는 세계를 무대로 한 일본풍 판타지.
금색의 코르다 시리즈
네오로망스 세 번째 시리즈. 시리즈 사상 처음으로 현대 일본을 무대로 한 작품. 세이소 학원의 일반과에 다니는 주인공이 음악 요정에게 선택받아 음악 콩쿨에 참가하게 되면서, 일반과·음악과의 학생들이나 타교생과 경쟁하면서 연애나 우정을 키워가는 내용. 클래식 음악이 모티브.
※CESA가 개최한 개발자 세미나 《CEDEC》의 2008년 섹션에서 네오 로망스 시리즈의 플래너를 맡고 있는 코에이사의 쇼토 아이코가 밝힌 내용에 의하면 코에이 사내에서 《네오 안젤리크》시리즈는 기존의 안젤리크 시리즈와는 다른 (네오 로망스) 시리즈로서 네오 로망스 시리즈는 현재 4종류라고 보고 있으나, 본항에서는 일단 상기 3종을 네오 로망스 시리즈로 구분한다.

## 라디오
네오로망스 Paradise
네오로망스 시리즈 전반을 대상으로 한 방송. RF라디오닛폰 및 라디오칸사이에서 2001년 10월부터 2002년 4월까지 방송되었다. 진행은 호리우치 켄유, 미키 신이치로
네오로망스 Paradise Cure!
네오로망스 시리즈 전반을 대상으로 한 방송. 오사카방송, 분카방송에서 2003년 7월부터 2004년 3월까지 방송되었다. 진행은 호리우치 켄유와, 미키 신이치로
네오로망스 라이브 HOT! 10 Count down Radio
네오로망스 시리즈의 음악을 랭킹형식으로 소개하는 인터넷 라디오 방송. 란티스 웹 라디오에서 2006년 10월부터 2007년 3월까지 방송되었다. 진행은 이와타 미츠오, 타니야마 키쇼, 2HEARTS
네오로망스 라이브 HOT! 10 Count down Radio II Huu!
네오로망스 라이브 HOT! 10 Count down Radio의 속편. 앞선 방송과 마찬가지로 네오로망스 시리즈의 음악을 랭킹 형식으로 소개하는 인터넷 라디오 방송. 란티스 웹 라디오에서 2007년 5월부터 11월까지 방송되었다. 진행은 이와타 미츠오, 오노 다이스케, 2HEARTS, GRANRODEO

## 관련상품
작품별 상품에 관해서는 각 항목 참고.

### CD
- 네오로망스 ・SONG 콜렉션 ~사랑의 리듬은 끝나지 않는다~
- 네오로망스  트릴리온 Splash Summer
- 네오로망스  트릴리온 Aromatic Autumn
- 네오로망스  트릴리온 Wonder Winter

이벤트 CD
- 네오로망스・페스타 ~우리들의 Anniversary~
- 네오로망스・Paradise Cure! 공개축제♪DVD ＋ 노래＆토크CD
- 네오로망스 ・이벤트 테마송 Promised Rainbow

라디오 CD
- Radio토크 네오로망스 Paradise Cure! 1
- Radio토크 네오로망스 Paradise Cure! 2
- Radio토크 네오로망스 Paradise Cure! 3

### DVD
이벤트 DVD
- 라이브 비디오 네오로망스・페스타
- 라이브 비디오 네오로망스・페스타  in 오사카
- 라이브 비디오 네오로망스・페스타 2
- 라이브 비디오 네오로망스・페스타2 in 오사카
- 라이브 비디오 네오로망스・페스타3
- 라이브 비디오 네오로망스・페스타4
- 라이브 비디오 네오로망스・페스타4 in 오사카
- 라이브 비디오 네오로망스・라이브 2003 Spring
- 라이브 비디오 네오로망스・페스타5
- 라이브 비디오 네오로망스・라이브  2003 Autumn
- 라이브 비디오 네오로망스・페스타6
- 라이브 비디오 네오로망스・페스타6 in 오사카
- 라이브 비디오 네오로망스・페스타7
- 라이브 비디오 네오로망스・라이브  2004 Summer
- 라이브 비디오 네오로망스・아라모드
- 라이브 비디오 네오로망스・라이브  2005 Winter
- 라이브 이벤트 네오로망스・페스타8
- 라이브 비디오 네오로망스・아라모드 2
- 라이브 비디오 네오로망스・라이브  2006 Autumn
- 라이브 비디오 네오로망스・라이브  2007 Summer
- 라이브 비디오 네오로망스・페스타9
- 라이브 비디오 네오로망스・아라모드 3
- 네오로망스・이벤트 DVD-BOX
- 네오로망스・이벤트 DVD-BOX Vol.2
- 네오로망스・이벤트 DVD-BOX Vol.3
- 라이브 비디오 네오로망스・라이브  2008 Summer
- 라이브 비디오 네오로망스・페스타10
- 라이브 비디오 네오로망스・라이브  2009 Summer
- 라이브 비디오 네오로망스 15th Anniversary
- 라이브 비디오 네오로망스 스타라이트･크리스마스
- 라이브 비디오 네오로망스・페스타11
- 라이브 비디오 네오로망스・아라모드 4

## 같이 보기
- 두근두근 메모리얼 Girl'side 시리즈